# Pejë
Pejë (Albanees: Pejë/Peja; Servisch: Пећ/Peć) is een gemeente en is met 97.000 inwoners de vierde stad van Kosovo. De stad is de hoofdplaats van het gelijknamige district dat ruim 170.000 inwoners telt.

## Demografie
De ruime meerderheid van de inwoners is Albanees (94%). Naast Albanezen wonen er Serviërs, Bosniakken, Gorani en Roma's. Ook is er een kleine Turkse gemeenschap.
De grootste religie is de islam, mede door grote aantallen Albanezen en de islamitische volkeren zoals de Bosniakken, de Gorani, Roma's en Turken in de stad. De katholieke kerk is in Pejë de op één na grootste religie van de stad. Deze stroming van het christendom wordt gevolgd door de Albanezen. Na Gjakovë is Pejë de stad met de meeste katholieke Albanezen in Kosovo. Ook de Oosters-Orthodoxe Kerk is in Pejë nog altijd zichtbaar, bij de Servische gemeenschap in de stad is dit de grootste religie. In Pejë staat en is het middeleeuws patriarchaatsklooster van de Servisch-Orthodoxe Kerk uit ca. 1220 gevestigd.

## Geografie

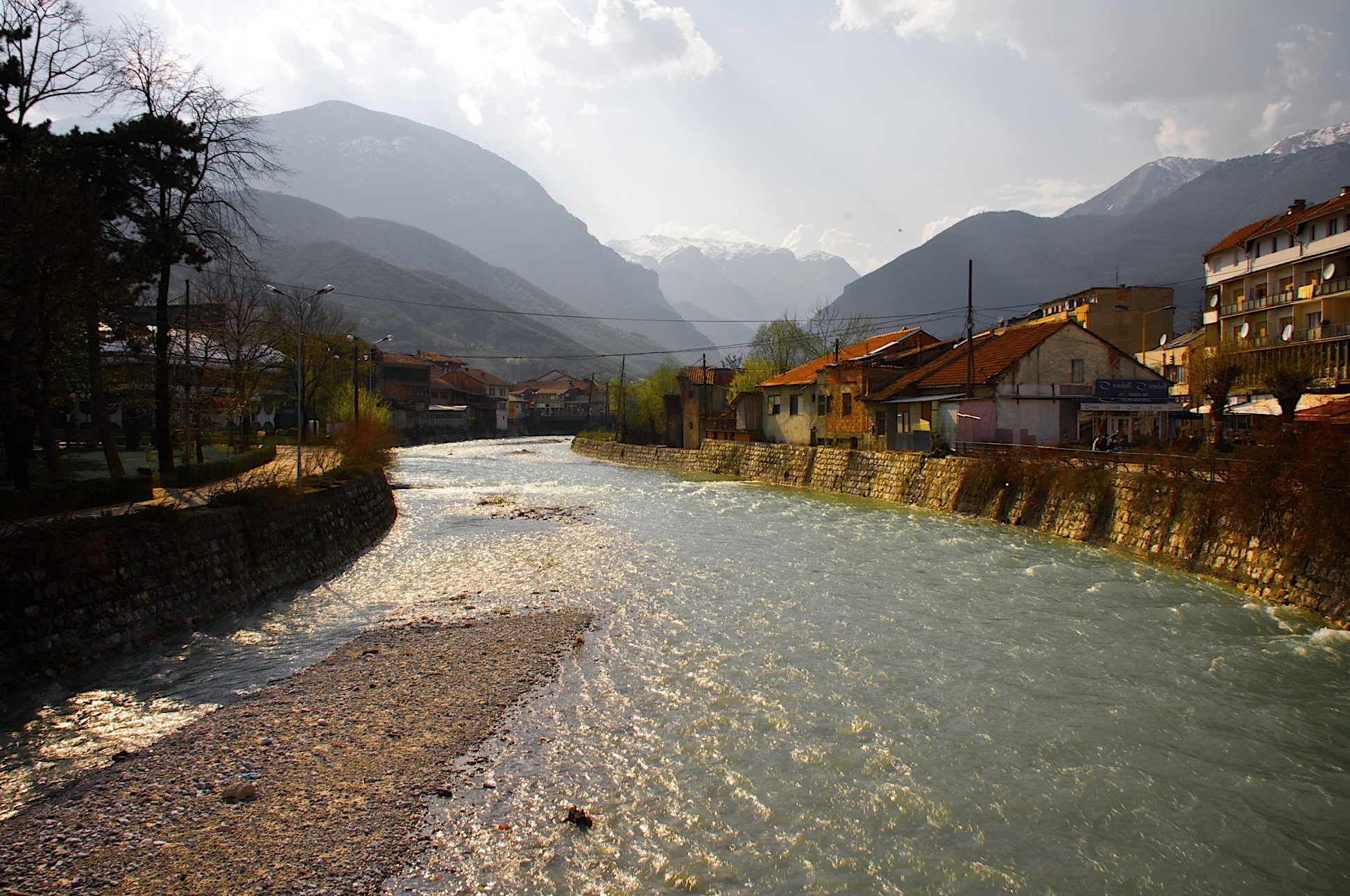
Lumbardhi i Pejës

Pejë ligt ongeveer 80 kilometer van Pristina, onder aan de berg Rožaje, die de regio verbindt met Montenegro. Door de stad stroomt de Lumbardhi i Pejës, een zijrivier van de Witte Drin.

## Geboren
- Ned Bulatović (1939-2023), voetballer en voetbalcoach
- Agim Çeku (1960), politicus
- Majlinda Kelmendi (1991), olympisch kampioen judo
- Shkodran Metaj (1988), voetballer
- Fatos Beqiraj (1988), voetballer
- Distria Krasniqi (1995), olympisch kampioen judo

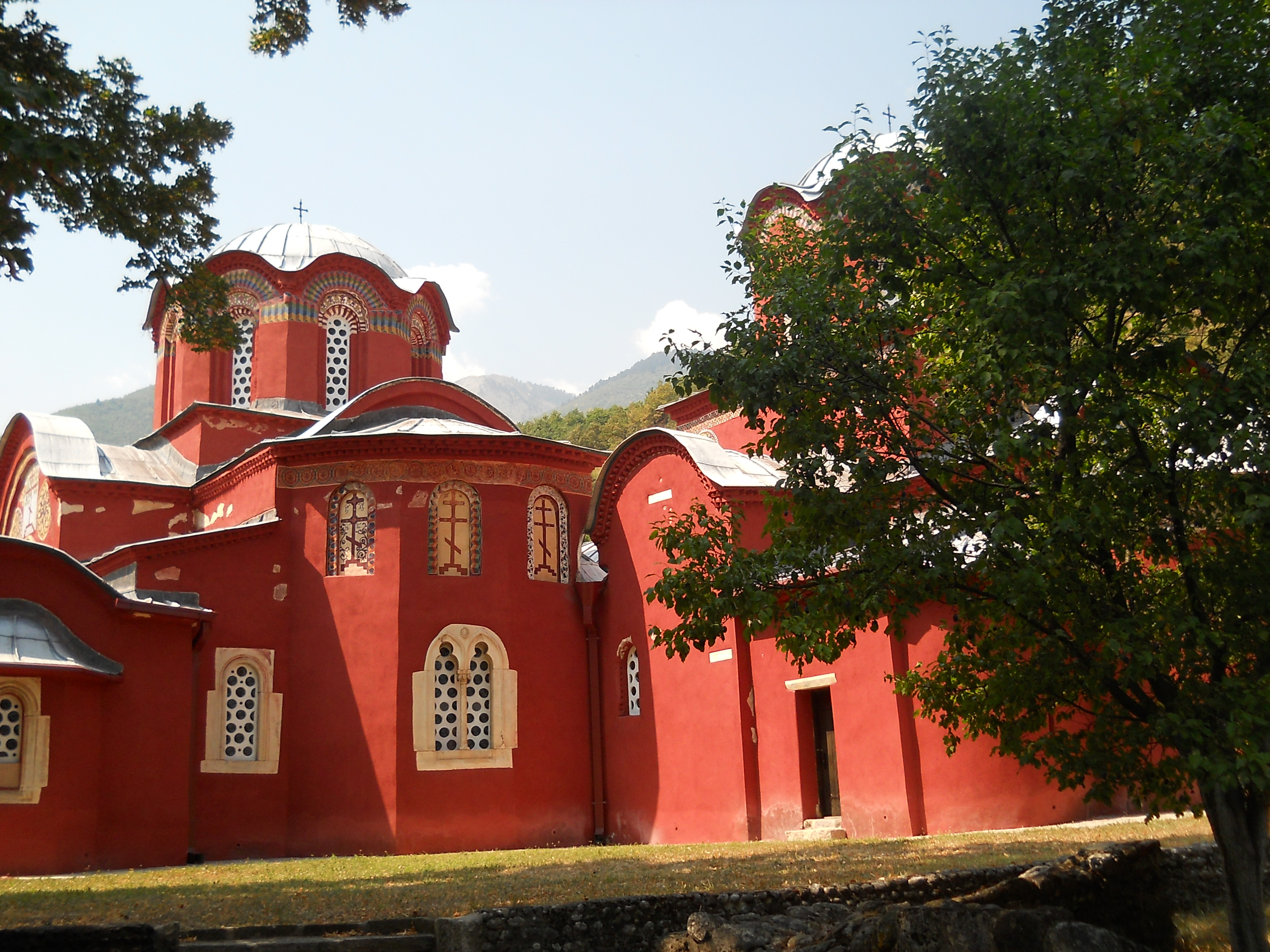
Patriarchaatsklooster Peć - ca. 1220

- Albina Kelmendi (1998), zangeres

Deçan · Dragash · Drenas · Gjakovë · Ferizaj · Fushë Kosovë · Gjilan · Gračanica (Graçanicë) · Hani i Elezit · Istog · Junik · Kaçanik · Kamenicë · Klinë · Klokot (Kllokot) · Leposavić (Albanik) · Lipjan · Malishevë · Mamushë · Mitrovicë · Novobërdë · Obiliq · Parteš (Partesh) · Pejë · Podujevë · Pristina (Prishtinë, Priština) · Prizren · Rahovec · Ranilug (Ranillug) · Skënderaj · Štrpce (Shtërpcë) · Shtime · Suharekë · Viti · Vushtrri · Zubin Potok (Zubin Potok) · Zvečan (Zveçan)